# كال جينينغز
كال جينينغز (بالإنجليزية: Cal Jennings)‏ هو لاعب كرة قدم أمريكي في مركز الهجوم، ولد في 17 مايو 1997 في أتلانتا في الولايات المتحدة.

## وصلات خارجية
- كال جينينغز على موقع الدوري الأمريكي (الإنجليزية)
- كال جينينغز على موقع قاعدة بيانات كرة القدم.إي يو (الإنجليزية)